# Frugarolo
Frugarolo (piemontesisch Fruareu, im lokalen Dialekt Friarò)  ist eine Gemeinde in der italienischen Provinz Alessandria (AL), Region Piemont.

## Lage und Einwohner
Die Gemeinde Frugarolo liegt 12,5 km südöstlich von der Provinzhauptstadt Alessandria auf einer Höhe von 143 m über dem Meeresspiegel. Das Gemeindegebiet umfasst eine Fläche von 27,27 km² und hat 1874 (Stand 31. Dezember 2023) Einwohner.
Die Nachbargemeinden sind Alessandria, Bosco Marengo, Casal Cermelli und Castellazzo Bormida.

### Verkehrsanbindung
Frugarolo hat einen Bahnhof an der Bahnstrecke Turin–Genua. Am 8. November 2010 wurde der Bahnhof in eine Haltestelle herabgestuft.
Die Gemeinde liegt zwischen den Autobahnen A26 und A7 sowie deren Querverbindung.

### Bevölkerungsentwicklung

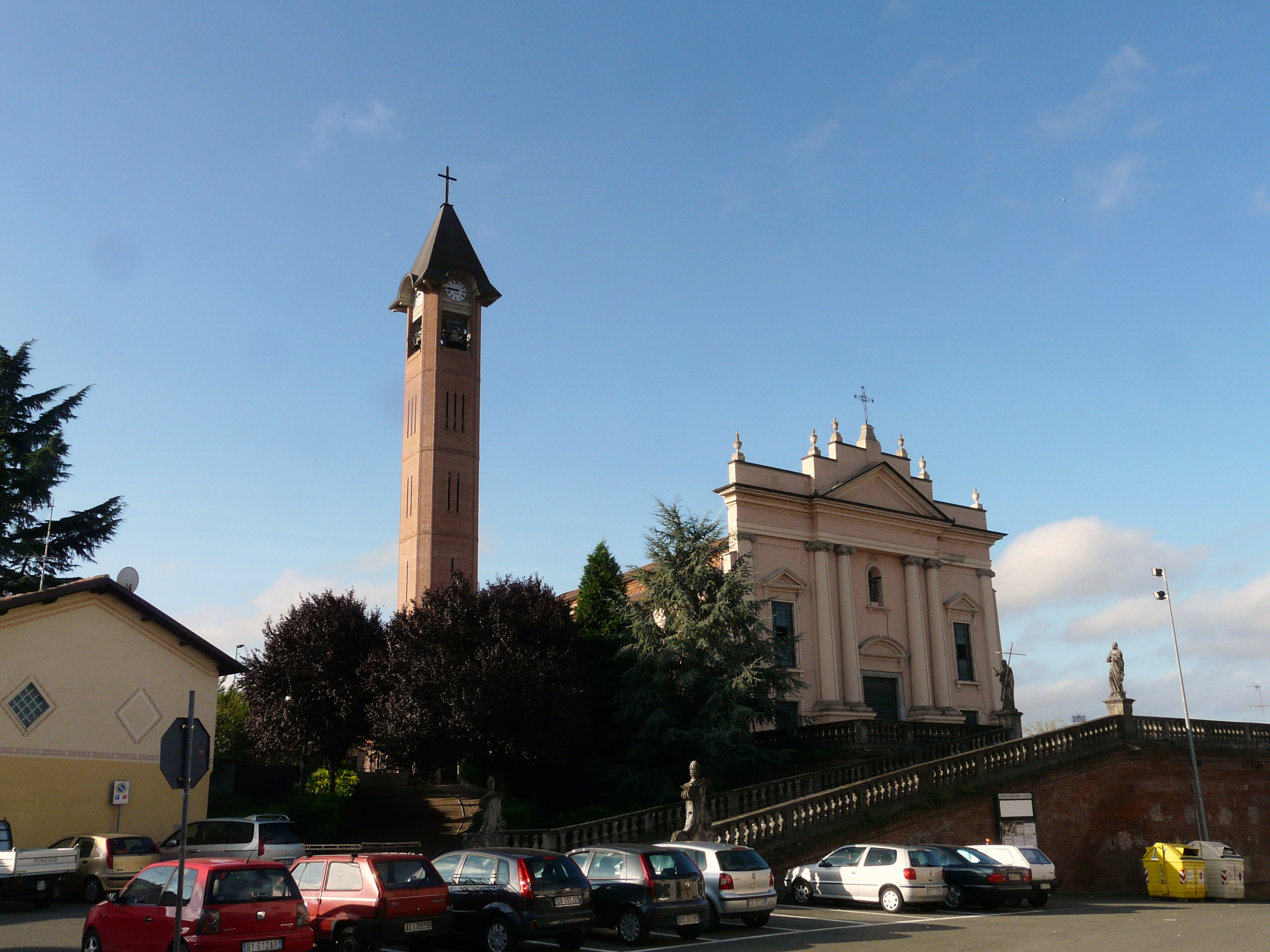
Ansicht von Frugarolo

## Söhne und Töchter
- Alberto Kardinal Bovone  (1922–1998), Kurienkardinal der römisch-katholischen Kirche.

- Lella Lombardi (1941–1992), Motorsportrennfahrerin